# Pałac Dioklecjana w Splicie
Pałac Dioklecjana w Spalatum (Split) – rezydencja cesarza Dioklecjana zbudowana na przełomie III i IV wieku jako obronna willa przeznaczona na jego siedzibę po abdykacji.
W pierwotnej postaci reprezentowała typową dla epoki wczesnego dominatu tendencję do surowych i okazałych konstrukcji oraz form monumentalnych. Budowla zajmująca powierzchnię ok. 30 tys. m², współcześnie zasiedlona przez kilka tysięcy mieszkańców, łączy w sobie elementy architektury antycznej, średniowiecznej i nowożytnej.

## Historia
Położoną nad adriatycką zatoką rezydencję wzniesiono w 295–305 n.e., w latach rządów Dioklecjana jako augusta, przebywającego tam aż do śmierci. Ostatnim z rzymskich cesarzy wykorzystujących ją jako siedzibę był Juliusz Nepos. W VII wieku została ona wtórnie zasiedlona przez uchodźców ze zdobytej i zajętej przez Awarów i Słowian (615) pobliskiej Salony (Salonae), i w wyniku przebudowy przekształcona na bizantyjską osadę miejską pod nazwą Aspalatos (Spalatos), która dała początek i miano obecnemu Splitowi.
W epoce nowożytnej pozostałości pałacu jako pierwszy zbadał i dokładnie opisał szkocki architekt Robert Adam (The Ruins of the Palace of the Emperor Diocletian at Spalatro in Dalmatia, London 1764), a następnie – francuski artysta Louis-François Cassas (1802). W XIX stuleciu miejsce to odwiedzali i opisywali głównie podróżnicy angielscy (Andrew A. Paton, 1849; lady Strangford, 1864; Edward A. Freeman, 1881; R. Lambert Playfair, 1892). Zapomniany wcześniej obiekt wzbudzał też w tej epoce rosnące zainteresowanie w innych krajach (Austro-Węgry, Francja, Rosja). Pierwszego całościowego odtworzenia wyglądu olbrzymiej budowli dokonali francuscy badacze Ernest Hébrard i Jacques Zeiller (Spalato, le palais de Dioclétien, Paris 1912).
Obecnie kompleks pałacowy stanowi centrum chorwackiego Splitu. W roku 1979 wraz z zabytkowym centrum miasta został wpisany do wykazu światowego dziedzictwa kulturowego UNESCO. Przebiegająca wzdłuż pałacowego muru nadbrzeżna promenada Riva to salon Splitu, miejsce spotkań, przechadzek (corso) i życia towarzyskiego.

## Opis

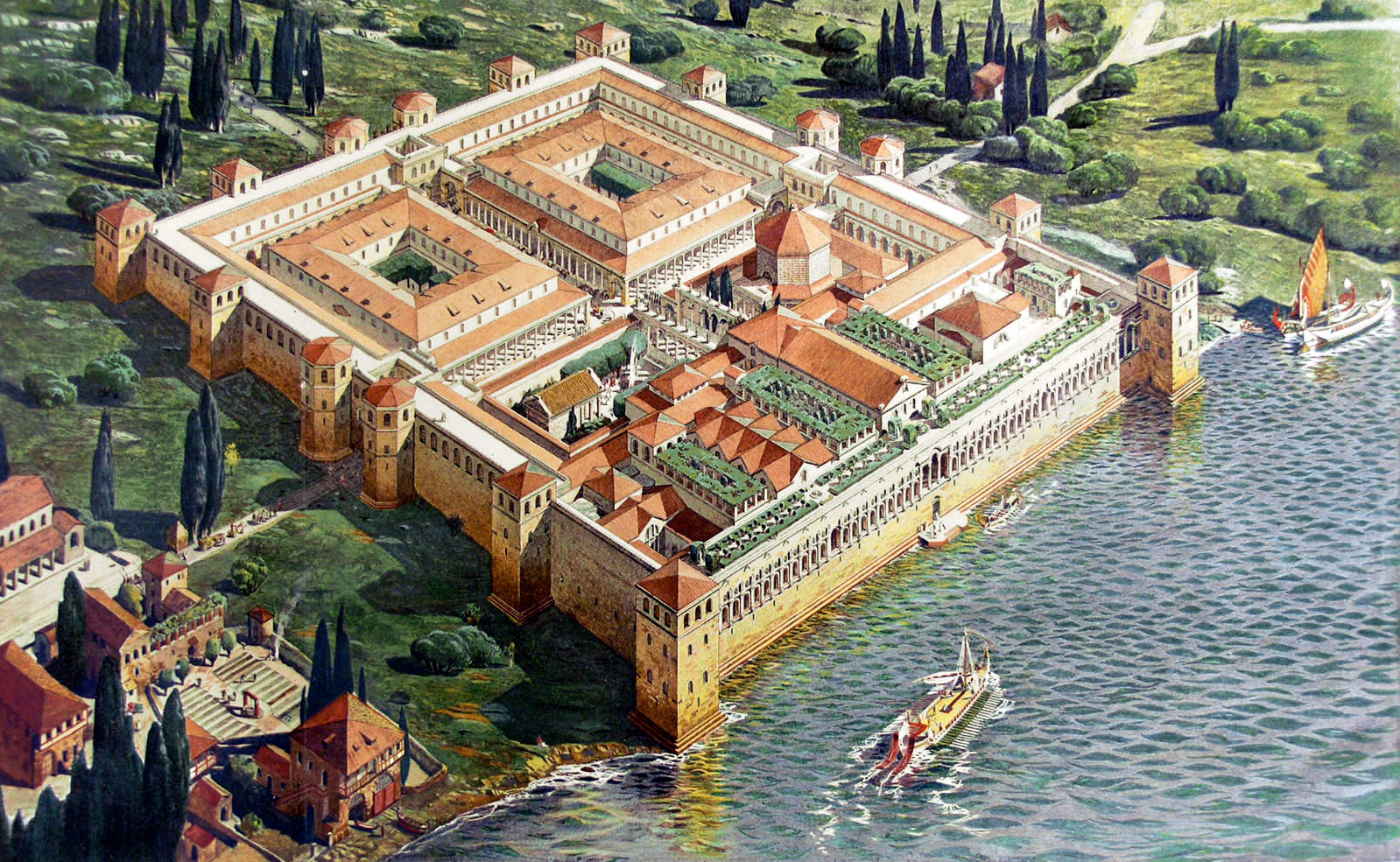
Rekonstrukcja pałacu Dioklecjana w jego pierwotnym wyglądzie (widok od południowego zachodu) według Ernesta Hébrarda

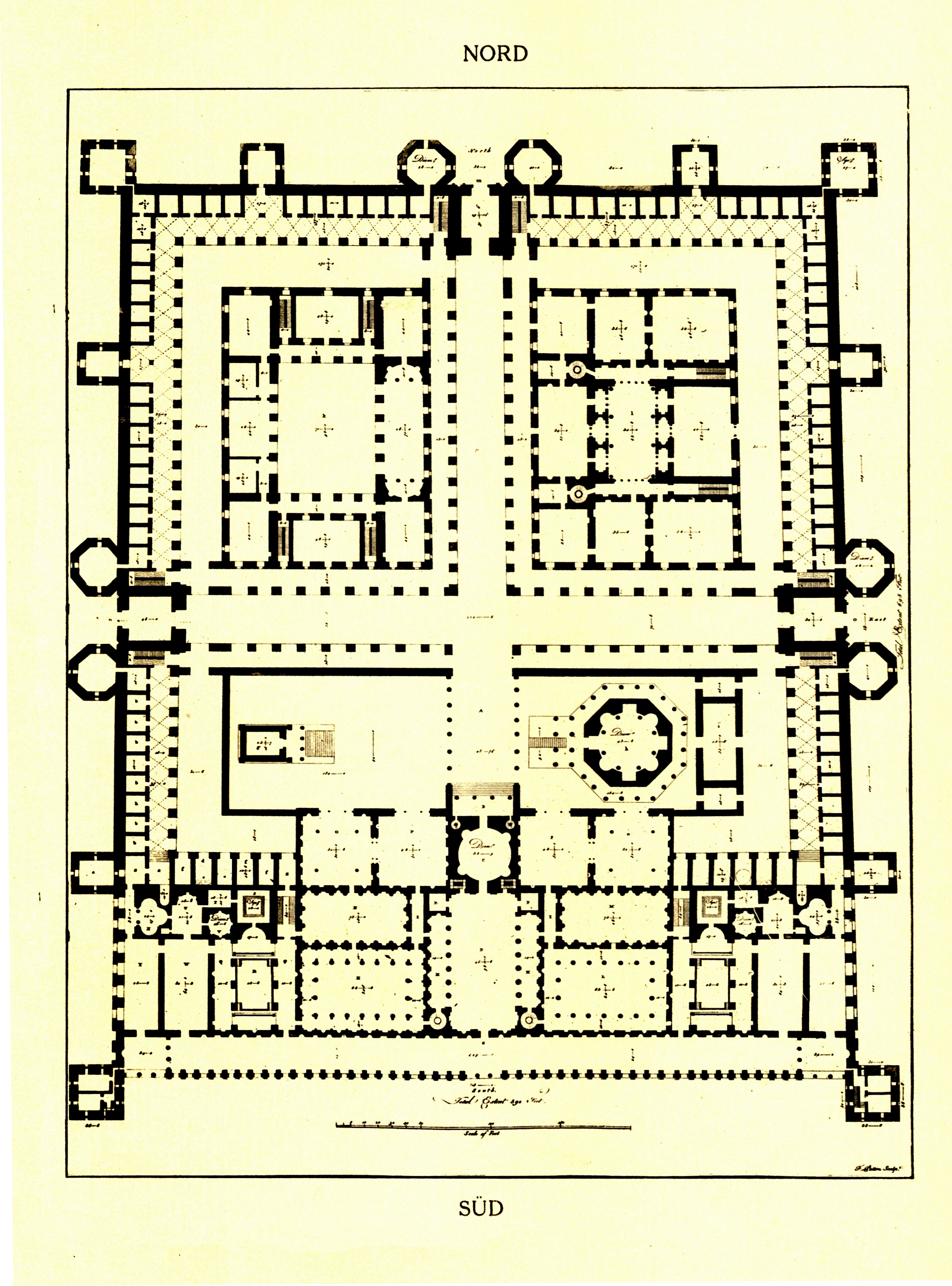
Plan kompleksu pałacowego (według Roberta Adama)

Na wybór miejsca wpłynął prawdopodobnie fakt urodzenia cesarza w pobliżu Salony (Salonae), a szczególny charakter budowli przypuszczalnie podyktowany został nawykiem władcy do spędzania życia w rzymskich obozach wojskowych. Za materiał budowlany posłużył miejscowy wapień i marmur z kamieniołomów wyspy Brač.
Obiekt zaplanowano na wzór warownego obozu rzymskiego (castrum Romanum), usytuowanego na planie nieprawidłowego prostokąta o wymiarach 215 × 175 m. Otoczony murami o szerokości dwóch metrów, wzmocniony był 16 wieżami (w większości rozebranymi w XVII w.), z których przetrwały trzy, a tylko jedna (północno-zachodnia) częściowo zachowała pierwotny wygląd. Odmienny charakter tej zamkowej budowli nadawał wznoszący się wprost z morza fronton wyposażony w arkadową galerię z trzema loggiami, z upodobaniem wykorzystywaną przez władcę zwłaszcza zimą.
Bramy umieszczono na przedłużeniu ciągów komunikacyjnych kierunków wschód–zachód i północ–południe: morska Porta Aenea (Brama Brązowa) od południa wiodła do prywatnej przystani i podziemnych pomieszczeń magazynowych. Pozostałe to: wiodąca ku Salonie północna Porta Aurea (Brama Złota, d. Porta Romae), zachodnia Porta Ferrea (Brama Żelazna) i wschodnia Porta Argentea (Brama Srebrna).
Olbrzymi kompleks wewnętrznych zabudowań dzieliły dwie wewnętrzne „obozowe” ulice (wzdłużna cardo i poprzeczna decumanus), przecinające się pod kątem prostym. Poprzeczna ulica oddzielała część przeznaczoną na pomieszczenia służby i ochrony cesarskiej od części reprezentacyjnej wydzielonej dla władcy. Południową część cardo stanowi imponujący perystyl otoczony podwójnym szeregiem kolumn korynckich (od zachodu dawno temu włączono w kolumnadę budownictwo mieszkalne). Za nim znajduje się przedsionkowy westybul nakryty kopułą z krągłym oculusem, wiodący wprost do cesarskich pomieszczeń (poważnie zniszczonych podczas ostatniej wojny), gdzie znajdowała się m.in. rozległa trójnawowa sala z apsydą, a ponad nią – sala reprezentacyjna.
Po lewej stronie perystylowego ciągu wzniesiono świątynię poświęconą Jowiszowi i Herkulesowi (boskim opiekunom dwóch pierwszych tetrarchów), późniejsze chrześcijańskie baptysterium, mieszczące sarkofag biskupa Jana z Rawenny, a w którego celli znajduje się średniowieczny basen chrzcielny z przedstawieniem chorwackiego króla Krzesimira.
Naprzeciw niej znajdowało się zbudowane jeszcze za życia cesarza mauzoleum – otoczona 24-kolumnową perystazą budowla na planie ośmioboku o wysokości 25 metrów. Przebudowana w VII wieku przez biskupa Jana z Rawenny i zamieniona odtąd na katedrę (współcześnie pod wezwaniem św. Domniona) z XIII-wieczną marmurową amboną i snycerskimi drzwiami dekorowanymi 28 płaskorzeźbami z życia Chrystusa, zachowała kształt oryginalnego założenia architektonicznego. Wejście do prywatnego grobowca flankowane było pierwotnie przez cztery egipskie sfinksy z czasów Totmesa III (pozostawiony jeden, inny chroniony w archeologicznym muzeum). Obok mauzoleum wzniesiono późniejszą chrześcijańską 61-metrową dzwonnicę.
Z pierwotnych zabudowań rezydencji przetrwały:
- północna brama pałacowa – Złota Brama
- westybul – przedsionek do właściwych pałacowych pomieszczeń
- perystyl – obecnie centrum miejskiej starówki, miejsce teatralnych spekatakli
- mauzoleum – przebudowane w VII w. na katedrę z dobudowaną późniejszą dzwonnicą
- świątynia Jowisza – przebudowana w VIII wieku na baptysterium
- pozostałości komnat cesarza – ze zbiorami etnograficznymi
- część sklepionych podziemi należących do cesarskich pomieszczeń mieszkalnych

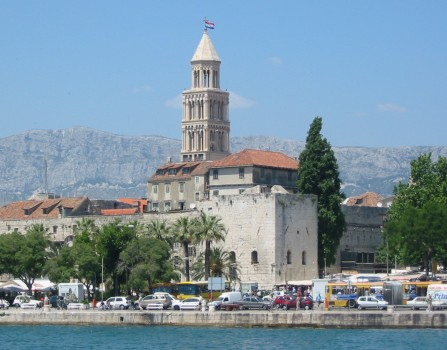
Południowo-wschodni narożnik budowli z późniejszą wieżą kościelnej dzwonnicy
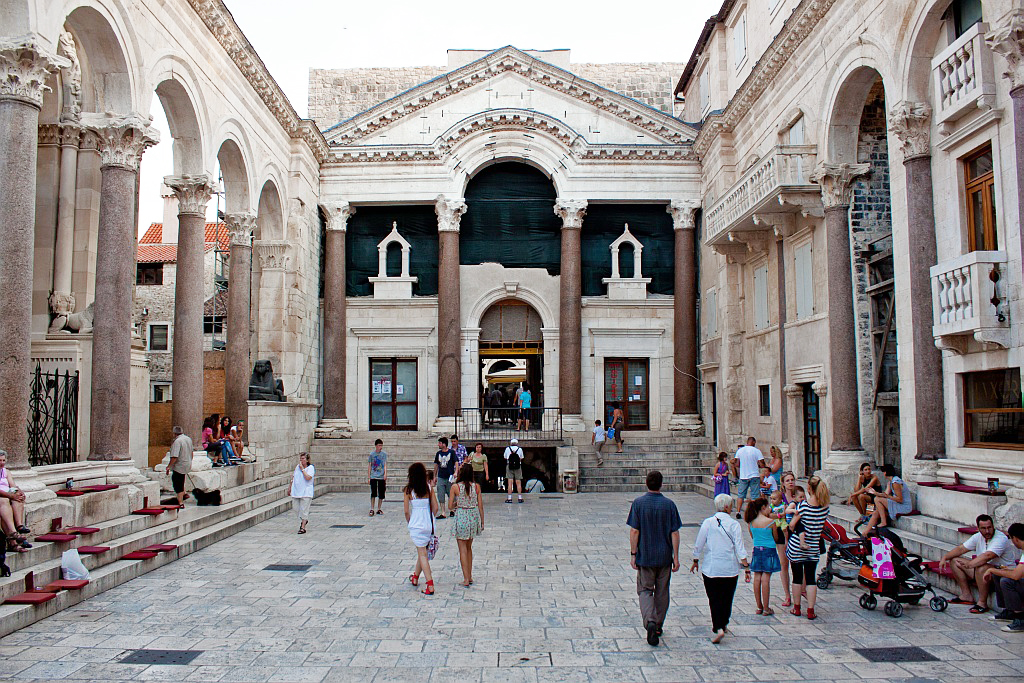
Widok na perystyl pałacu wykorzystywany dla spektakli teatralnych
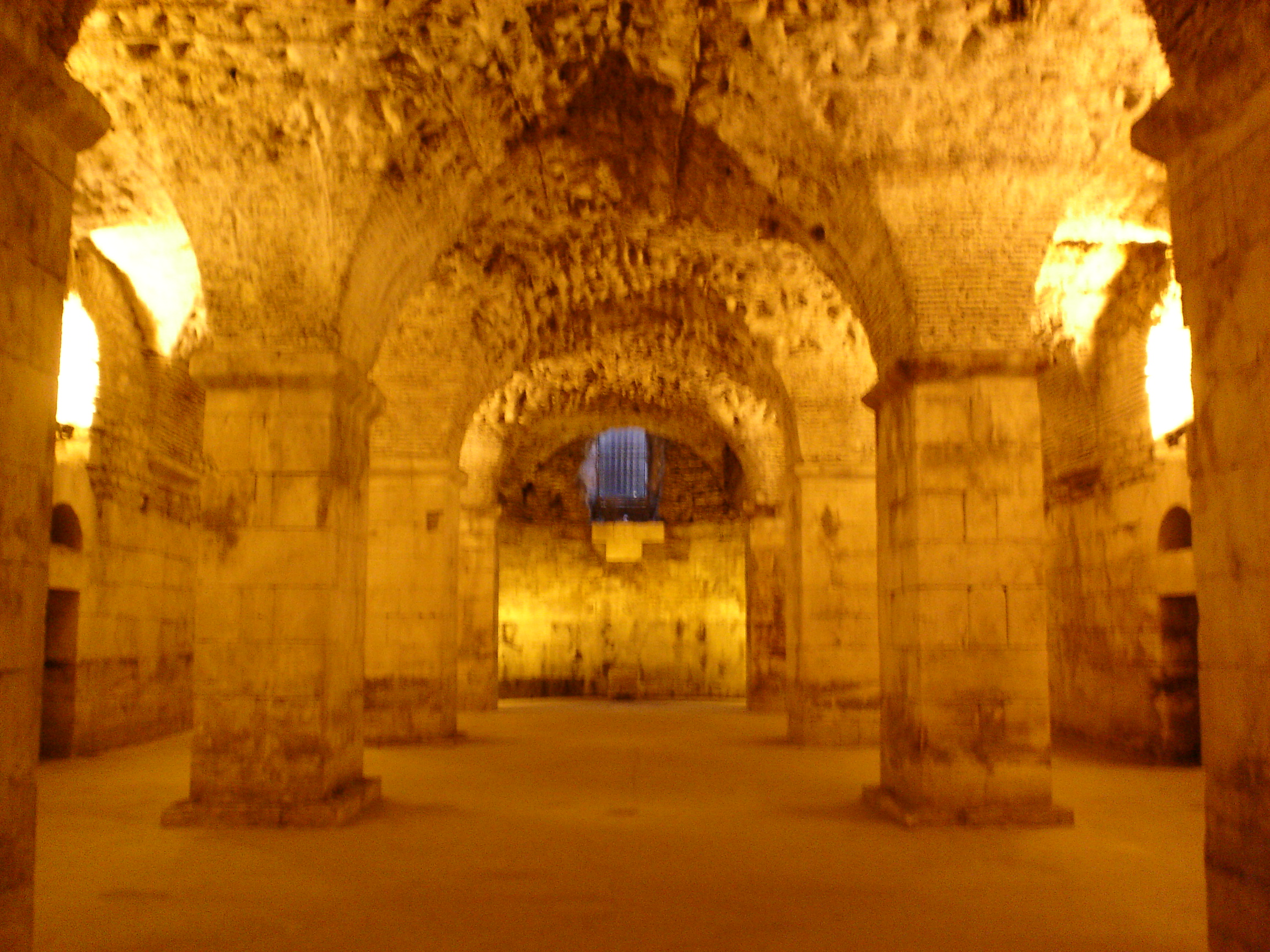
Fragment udostępnionych do zwiedzania podziemi rezydencji

## Rola, funkcje, znaczenie
Rezydencja Dioklecjana łączyła w sobie funkcje mieszkalne, wojskowe i religijne, przez co nierzadko uważana jest raczej za warowny zamek niż pałac. Wskutek włączenia w obręb silnych obwarowań budowli o różnorodnym charakterze, stworzono zminiaturyzowany ośrodek miejski, którego istotną cechą była funkcyjna samowystarczalność. Tym samym budowla wykraczała poza dotychczasowe kanony architektoniczne.
Ten bardzo szczególny i odmienny charakter obiektu uświadamia zwłaszcza porównanie z podobnie okazałą cesarską rezydencją Domicjana w Rzymie Flawiuszów. Jego olbrzymi (zachowany w ruinie) pałac usytuowany był w rzymskiej dzielnicy mieszkalnej, nieizolowany i wszechstronnie dostępny, z widokiem na okoliczne budowle publiczne (forum, cyrk, wille patrycjuszy). Przy całej monumentalności w swym rozplanowaniu i architekturze prezentował atrakcyjną estetykę bogatych, zróżnicowanych form – z ogrodami i obiektami wodnymi obok wspaniałych sal i przepysznych pomieszczeń mieszkalnych. Na jego tle odosobniony, przyległy do morza pałac Dioklecjana, w swej warownej strukturze, wewnętrznie upodobnionej do żołnierskiego obozu, mimowolnie stwarza wrażenie surowego, odizolowanego od świata klasztoru. Jeszcze większy kontrast stanowi rezydencja Dioklecjana w porównaniu z innymi cesarskimi prywatnymi siedzibami przygotowanymi na okres po abdykacji: podrzymskiej Willa Hadriana i willi Maksymiana Herkuliusza koło sycylijskiej Piazza Armerina.